# Клета
Клета (на латински: Clete, Cleta, Klete) е в древногръцката митология съпруга на Еврот, царят на Лакония. С него тя има дъщеря Спарта, която се омъжва за Лакедемон.
Понеже Клета и Еврот нямат син, Лакедемон става цар на Спарта.
Баба е на Амикъл и Евридика.
Между Спарта и Amyklai Лакедемон построява храм за Харитите и го нарича Фаена и Клета.